# .ec
.ec (Espanhol: Ecuador) é o código TLD (ccTLD) na Internet para o Equador.